# Chakhbout ben Sultan Al Nahyane
 (décembre 2009).
Si vous disposez d'ouvrages ou d'articles de référence ou si vous connaissez des sites web de qualité traitant du thème abordé ici, merci de compléter l'article en donnant les références utiles à sa vérifiabilité et en les liant à la section « Notes et références ».
Chakhbout ben Sultan Al Nahyane, né en 1905 et mort le 11 février 1989, est émir d'Abou Dabi de 1928 à 1966.
Il est le fils aîné du cheikh Sultan ben Zayed ben Khalifa, émir d'Abu Dabi de 1922 à 1926, de la dynastie des Al Nahyane.
Chakhbout (le troisième du nom) demeure le souverain d'Abou Dabi de 1928 jusqu'au 6 août 1966, date à laquelle il est détrôné dans un coup d'État sans effusion de sang. Son frère, Zayed ben Sultan Al Nahyane devient alors l'émir d'Abou Dabi, et, à partir de 1971, le leader incontesté des Émirats arabes unis.